# Ladies of Leisure
Ladies of Leisure é um filme mudo do gênero drama produzido nos Estados Unidos em 1926, dirigido por Tom Buckingham e com atuação de Elaine Hammerstein.